# Астор, Джон Джекоб IV
Джон Джекоб Астор IV (англ. John Jacob Astor IV, 13 июля 1864, Райнбек, Датчесс, Нью-Йорк, США — 15 апреля 1912, Северная Атлантика) — американский миллионер, предприниматель, писатель, член известной семьи Астор и подполковник, участник Испано-американской войны. Сын Кэролайн Астор. Погиб во время крушения «Титаника».

## Биография
Джон Джекоб Астор IV родился 13 июля 1864 года. Он был правнуком Джона Джейкоба Астора, чьё состояние, нажитое на торговле мехами, опиумом и недвижимостью, сделало семью Астор одними из самых богатых семей в Соединенных Штатах. Во время англо-американской войны (1812—1814 годы) ему пришлось распродать свой флот. Старший Астор обосновался в Нью-Йорке, где занялся гостиничным бизнесом. Наследникам он оставил 20 миллионов долларов.
Астор сначала учился в школе Святого Павла в Конкорде, Нью-Гэмпшир, а затем в Гарвардском университете, по окончании которого в 1888 году отправился путешествовать. Вернулся в Штаты через три года, чтобы принять бразды управления семейными активами. В юности он был не чужд изобретательности и запатентовал велосипедный тормоз, а также пневматическую дорожку, за которую получил приз на Чикагской всемирной ярмарке в 1893 году. Среди других изобретений молодого Астора — аккумуляторная батарея, двигатель внутреннего сгорания и летающая машина. Его мечтой являлась организация искусственных дождей «посредством перекачивания теплого, влажного воздуха с поверхности земли в верхние слои атмосферы». В 1894 году вышел в свет фантастический роман Астора под названием «Путешествие в иные миры».

## Браки
17 февраля 1891 года Джон Джекоб Астор женился на Аве Лоули Уиллинг. У них родилось двое детей: сын Винсент Астор и дочь Ава Элис Астор (1902). В ноябре 1909 года Астор развёлся с Авой.
В возрасте 47 лет Джон Джекоб Астор 9 сентября 1911 года женился на Мадлен Талмаж Форс в бальном зале дома своей матери в Ньюпорте (штат Род-Айленд). Мадлен была на год моложе сына Астора — Винсента. После свадьбы пара уехала в свадебное путешествие сначала в Египет, потом в Европу. С ними путешествовала Маргарет Браун, впоследствии известная как «непотопляемая Молли Браун». Она сопровождала Асторов в Египте и во Франции и по стечению обстоятельств была вызвана в США. В то же самое время супруги решили прекратить свадебное путешествие и отправиться в Нью-Йорк. Мадлен спаслась при крушении «Титаника» и через четыре месяца после катастрофы родила сына, Джона Джекоба Астора VI.

## Карьера
Среди достижений Астора как писателя выделяется роман 1894 года «Путешествия в другие миры», в котором описаны путешествия к Сатурну и Юпитеру в 2000 году. Кроме того, он запатентовал несколько изобретений, в том числе велосипедные тормоза, пневматические дорожные мелиораторы, и помог в разработке турбины двигателя. Астор сделал миллионы и в сфере недвижимости. В 1897 году он построил в Нью-Йорке отель «Уолдорф-Астория», один из самых роскошных в мире, к которому примыкал отель двоюродного брата Астора, Уильяма Уолдорфа Астора. Отель назывался Waldorf Hotel. Комплекс из двух отелей стал известен как Waldorf-Astoria Hotel. Именно эти отели приняли спасшихся пассажиров 1-го класса после крушения «Титаника». В 1929 году комплекс был снесён, и на его месте был возведён небоскрёб Эмпайр-стейт-билдинг. Спустя два года немного севернее от прежнего места был построен новый 47-этажный отель под таким же названием.

## На борту «Титаника». Гибель
Во время путешествия Мадлен забеременела и настояла, чтобы ребёнок родился в США. Асторы сели на «Титаник» в Шербуре как пассажиры 1-го класса. Вместе с ними на борт взошли камердинер Астора, Виктор Роббинс, горничная Мадлен Розали Байдос и медсестра Кэролайн Луиза Эндрюс. Кроме того, в путешествие с супругами отправился и их питомец, эрдельтерьер по кличке Кити. Астор был самым богатым пассажиром на борту «Титаника».
Через некоторое время после столкновения корабля с айсбергом полковник Астор заверил жену, что ущерб не представляет опасности для «Титаника». Позднее Астор находился с женой в гимнастическом зале. Мадлен опасалась, что спасательные жилеты ненадёжны. Жена Астора села в спасательную шлюпку номер 4 вместе с горничной и медсестрой. Полковник спросил у второго помощника Чарльза Лайтоллера, может ли он сесть в шлюпку с женой. Лайтоллер ответил, что мужчины должны оставаться на палубе, пока все женщины не сядут в шлюпки. Отойдя назад, он спросил у него номер лодки, чтобы потом найти жену. Последний раз Астора видели живым в 1:55. Он стоял на шлюпочной палубе и наблюдал, как остальные люди пытаются спустить оставшиеся складные шлюпки.
Его тело было обнаружено 22 апреля 1912 года пароходом «CS Mackay-Bennett». В посмертном отчёте сказано, что тело Астора сильно изуродовано и покрыто сажей (возможно, от падения на него первой дымовой трубы), но те, кто видел его тело, утверждали, что оно было в прекрасном состоянии, даже без синяков.

№ 124, МУЖЧИНА, ПРИМЕРНЫЙ ВОЗРАСТ — 50, СВЕТЛЫЕ ВОЛОСЫ И УСЫ.
ОДЕЖДА — Синий саржевый костюм; голубой платок с вышивкой «A.V.»; ремень с золотой пряжкой; коричневые сапоги на красной резиновой подошве; коричневая фланелевая рубашка, с вышивкой «J.J.A.» на задней части воротника.
ИМУЩЕСТВО — Золотые часы; золотые запонки с бриллиантами; бриллиантовое кольцо с 3 камнями; 225 фунтов стерлингов; 2440 долларов; 5 фунтов стерлингов в золоте; 7 серебряных монет; 50 франков в монетах; золотой карандаш; бумажник.
ПЕРВЫЙ КЛАСС. ИМЯ — Д. Д. АСТОР
Астор был похоронен на кладбище Церкви Троицы в Нью-Йорке. 14 августа 1912 года Мадлен Астор родила второго сына Джона Джекоба Астора VI.
В 2024 году принадлежавший Астору золотой хронометр был продан в Великобритании на аукционе Henry Aldridge & Son анонимному коллекционеру из США за 1,175 млн фунтов стерлингов (1,38 млн евро). По данным аукционного дома, эта сделка делает часы Астора самым дорогостоящим сувениром с «Титаника», когда-либо выставленным на торги.   